# ユリアン・ウルスィン・ニェムツェヴィチ
ユリアン・ウルスィン・ニェムツェヴィチ（Julian Ursyn Niemcewicz、ポーランド語: [ˈjuljan ˈursɨn ɲɛmˈtsɛvitʂ]、アメリカ: [njɛmtˈseɪvɪtʃ] nyemt-SAY-vitch; 1758年2月6日 – 1841年5月21日）は、ポーランドの詩人、劇作家、政治家。1791年5月3日の憲法を先導して擁護した人物であった。 

## 若き頃
ユリアンは1758年2月6日、ポーランド・リトアニア共和国のブレスト（現ベラルーシ領）近郊のスコキ（Skoki; 同じく現ベラルーシ領）で生まれた。適度に裕福なポーランド貴族の家の末裔である彼は、ワルシャワの士官候補生団を卒業した。

## 経歴

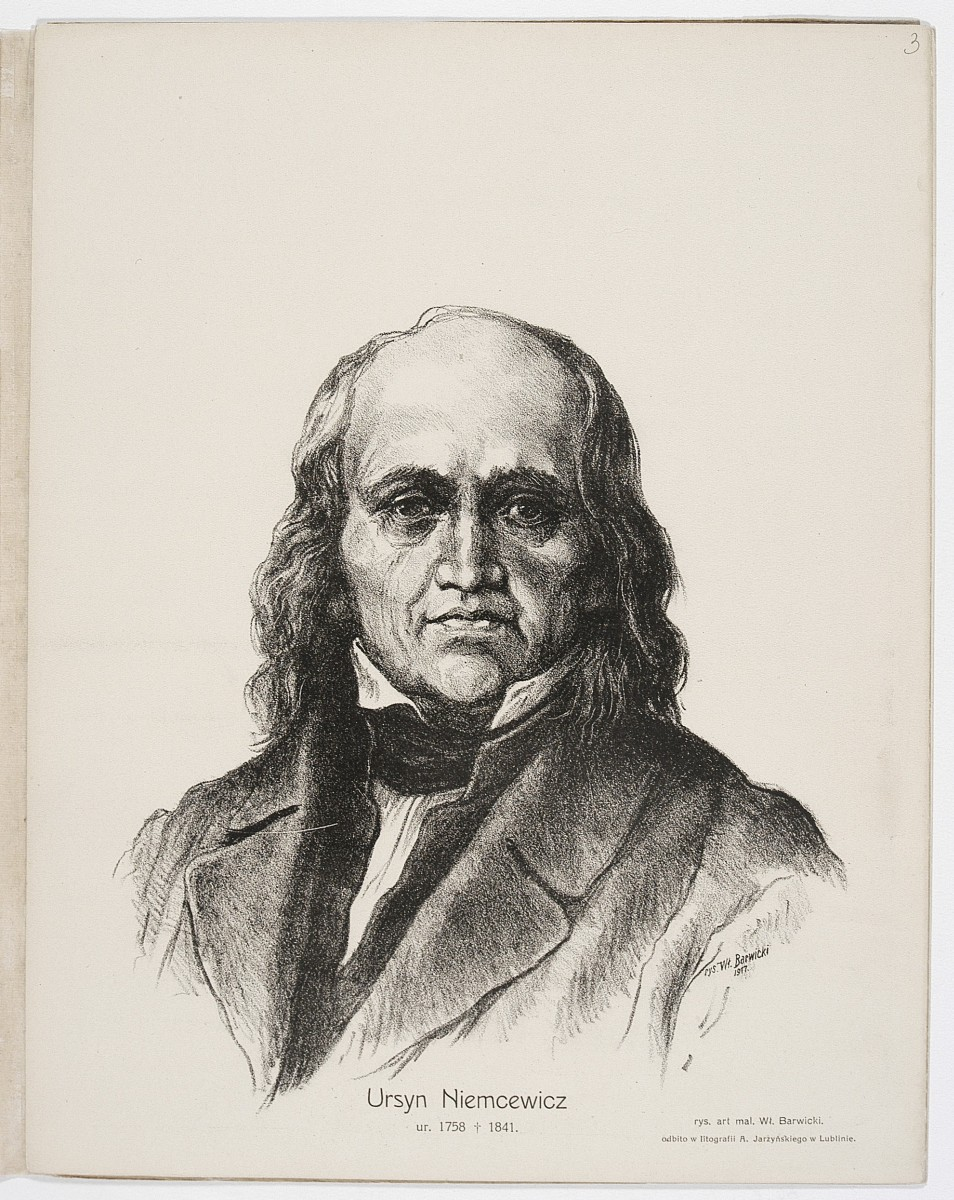
バルヴィツキ（Barwicki）による『ニェムツェヴィチ』。

士官候補生団を卒業後アダム・カジミェシュ・チャルトリスキの補佐官を務め、フランス、イングランド、イタリアを歴訪する。彼は1788年から1792年までの4年間セイムの議員を務め、歴史的な1791年5月3日の憲法の採択を推し進めた愛国派の活発な党員であった。彼はその後、その進歩的な文書の実施を支援するために結成された憲法の友（ポーランド語: Zgromadzenie Przyjaciół Konstytucji Rządowej）の創設者でもあった。 1792年のタルゴヴィツァ連盟の勝利やその結果としての5月3日憲法の転覆の後、彼は他の愛国派のメンバーとともにドイツへの移住を余儀なくされる。
1795年のコシチュシュコ蜂起の間、彼はタデウシュ・コシチュシュコの補佐官を務めていたが、この2人とニェムツェヴィチの副官であったクジニェフスキ（Kuźniewski）という人物は1794年のマチェヨヴィツェの戦いでロシア軍の捕虜となり、サンクトペテルブルクのペトロパヴロフスク要塞へ投獄された。1796年、女帝エカチェリーナ2世の死後、彼らはパーヴェル1世によって解放され、共にアメリカ合衆国へと向かった。彼らはイングランドのブリストルからアドリアーナ号（Adriana）という船に乗って、ポルトガルの修道院長・植物学者でニェムツェヴィチやコシチュシュコの牧師も務めたジョゼ・コレイア・ダ・セラと共に航海した。彼らは1797年8月18日フィラデルフィアに到着した。アメリカ滞在中、彼はナイアガラの滝を訪れた。1798年、彼はアメリカ哲学協会のメンバーとして選出された。
彼はコシチュシュコが何の知らせもなくヨーロッパに向けて逐電した際には動揺した。ナポレオンが1807年にポーランドに侵攻した後、ニェムツェヴィチはワルシャワに戻り、上院の秘書になった。 ウィーン会議の後、彼は国務長官およびポーランドの憲法委員会の委員長を務めた。ポーランド王国時代、ニェムツェヴィチはポーランドの文化的生活の中心人物であり、彼の倫理的な影響力はコンスタンチン大公の政治・軍事力に比されるものであった。
1830年5月11日、彼はワルシャワの「科学の友協会」の中心地であるスタシツ宮殿前に、新たなランドマークとして彫刻家ベルテル・トルバルセンによるニコラウス・コペルニクス記念碑の披露を行った。失敗に終わることとなる11月蜂起（1830年-31年）の間、彼はポーランド政府の反乱軍のメンバーであった。蜂起の最後の数ヶ月で、詩人でもあった彼は外交的使命から（イギリスへの最後のポーランド特使として）ロンドンへと赴き、1841年に亡くなるまで、当初はイギリス、ついでフランスで亡命生活を送り続けることとなった。

### 作品
ニェムツェヴィチは書き手としては多くの作品形式に挑んだ。彼の政治喜劇 Powrót posła〈議員の帰還〉(1790年) は、大きな好評を得た。ウォルター・スコット卿のスタイルで書かれた彼の小説、Jan z Tęczyna〈テンチンのヤン〉(1825年) は、古きポーランドの活気に満ちた雰囲気を伝えている。彼はまた Dzieje panowania Zygmunta III〈ズィグムント3世の治世の歴史〉(全3巻、1819年) と古代ポーランドの歴史に関する回想録集（全6巻、1822年から23年）を書いた。
彼の1817年の時事小論文 Rok 3333 czyli sen niesłychany〈3333年すなわち前代未聞の夢）は、死後の1858年になって初刊行されたが、ここでは邪悪な Judeopolonia に変貌したポーランドが描かれている。このパンフレットに関しては、「既存の社会構造を直接的に脅かす組織化されたユダヤ人の陰謀という概念を大規模に助長することになる最初のポーランド語作品」と述べられている。彼の作品集は1838年から40年にライプツィヒで47巻が出版された。

## 私生活

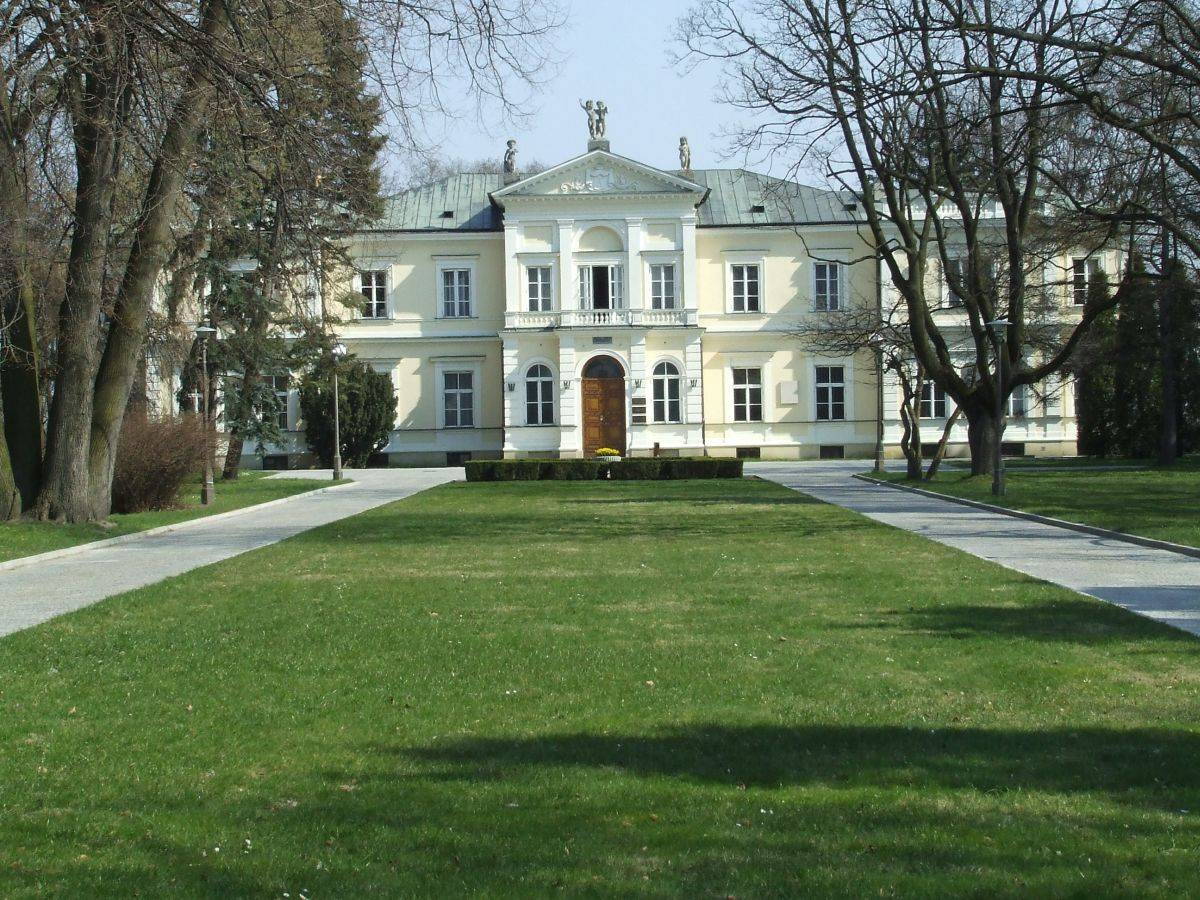
ワルシャワのウルスィヌフ（Ursynów）地区にあるクラシンスキ宮殿は1822年以降はニェムツェヴィチの邸宅であった

アメリカ合衆国にいる間、ニェムツェヴィチは裕福な未亡人リビングストン・キーン（Livingston Kean; 出生名: スーザン・リビングストン）と出会い、1800年に結婚したが、彼女はその前に彼を息子のピーター・キーンの家庭教師として雇っていた。リビングストン家の一員であったスーザンはピーター・ヴァン・ブルー・リビングストンの娘であり、大陸会議のサウスカロライナ州代表であるジョン・キーン（John Kean）の未亡人であった。  
ユリアンは1841年5月21日にフランスのパリで83歳で亡くなり、ヴァル＝ドワーズ県のモンモランシーにあるシャンポー（Champeaux）墓地に埋葬された。  

## 刊行された作品
- Władysław pod Warną 〈ヴァルナのヴワディスワフ〉、1788年
- Kazimierz Wielki〈カジミェシュ大王〉、1792年
- 『使者の帰還』[21](『使節の帰還』とも[22]) Powrót posła、1791年
- Na hersztów targowieckich〈タルゴヴィツァの首領たちへ〉
- Podróże historyczne po ziemiach polskich〈ポーランドの土地を巡る歴史旅行〉
- 『歴史歌謡』[23] (『史歌』とも[22]) Śpiewy historyczne、1816年
- Dzieje panowania Zygmunta III〈ズィグムント3世の治世の歴史〉